# Khaos Legions
Khaos Legions ist das achte Album der schwedischen Melodic-Death-Metal-Band Arch Enemy. Es wurde am 30. Mai 2011 von Century Media in Europa und ein paar Tage später in Nordamerika veröffentlicht. Es ist das letzte Album der Band mit der Sängerin Angela Gossow und dem Gitarristen Christopher Amott.

## Produktion
Das Album wurde von Arch Enemy und Rickard Bengtsson produziert. Letzterer hat bereits mit der Band an dem Album Doomsday Machine gearbeitet. Die Aufnahmen fanden im Sweet Spot Studio in Schweden statt.

## Veröffentlichung
In einem Interview kündigte Angela Gossow an, dass das Album am 30. Mai 2011 in Europa und am 7. Juni in Nordamerika erscheinen werde. Das Cover wurde von dem Künstler Brent Elliott White gestaltet, der bereits Cover für Megadeth entwarf.
Es wurde eine Single-Auskopplung mit dem Namen Yesterday Is Dead and Gone veröffentlicht. Zusätzlich wurden Videos für dieses Lied sowie für Bloodstained Cross, Under Black Flags We March und Cruelty Without Beauty produziert.

## Titelliste
Die Stücke wurden von Michael Amott, Christopher Amott, Daniel Erlandsson und Sharlee D’Angelo komponiert. Die Liedtexte wurden von Angela Gossow verfasst.
| Nr.          | Titel                       | Text          | Länge |
| ------------ | --------------------------- | ------------- | ----- |
| 1.           | Khaos Overture              | Instrumental  | 1:31  |
| 2.           | Yesterday Is Dead and Gone  | Angela Gossow | 4:22  |
| 3.           | Bloodstained Cross          | Angela Gossow | 4:49  |
| 4.           | Under Black Flags We March  | Angela Gossow | 4:41  |
| 5.           | No Gods, No Masters         | Angela Gossow | 4:14  |
| 6.           | City of the Dead            | Angela Gossow | 4:31  |
| 7.           | Through the Eyes of a Raven | Angela Gossow | 5:09  |
| 8.           | Cruelty Without Beauty      | Angela Gossow | 4:59  |
| 9.           | We Are a Godless Entity     | Instrumental  | 1:34  |
| 10.          | Cult of Chaos               | Angela Gossow | 5:11  |
| 11.          | Thorns in My Flesh          | Angela Gossow | 4:55  |
| 12.          | Turn To Dust                | Instrumental  | 0:39  |
| 13.          | Vengeance Is Mine           | Angela Gossow | 4:09  |
| 14.          | Secrets                     | Angela Gossow | 4:05  |
| Gesamtlänge: | Gesamtlänge:                | Gesamtlänge:  | 54:55 |

| Nr.          | Titel        | Text                         | Musik                            | Länge |
| ------------ | ------------ | ---------------------------- | -------------------------------- | ----- |
| 15.          | The Zoo      | Rudolf Schenker, Klaus Meine | Rudolf Schenker, Klaus Meine     | 4:42  |
| 16.          | Snow Bound   | Acoustic                     | Michael Amott, Christopher Amott | 1:41  |
| Gesamtlänge: | Gesamtlänge: | Gesamtlänge:                 | Gesamtlänge:                     | 61:18 |

| Nr.          | Titel                   | Länge |
| ------------ | ----------------------- | ----- |
| 15.          | Warning                 | 2:45  |
| 16.          | Wings of Tomorrow       | 3:15  |
| 17.          | The Oath                | 4:14  |
| 18.          | The Book of Heavy Metal | 4:17  |
| Gesamtlänge: | Gesamtlänge:            | 69:26 |

## Rezeption
In der ersten Woche wurden von dem Album rund 6.000 Einheiten in den USA verkauft. Damit übertraf es alle seine Vorgänger.
Von der Presse wurde das Album weitgehend für gut befunden. Thorsten Zahn von Metal Hammer lobte die Stilmischung, die sich in aggressiven Death-Metal-Stücken, instrumentalen Stücken und Rock-Sequenzen zeige. Auch Jeremy Ulrey von Metal Injection lobte die Vielfältigkeit der Lieder. Gesanglich lasse diese Variation allerdings zu wünschen übrig.